# Barbastella
Barbastella är ett släkte av fladdermöss som beskrevs av Gray 1821. Barbastella ingår i familjen läderlappar.
Arter enligt Catalogue of Life, Dyntaxa, Wilson & Reeder (2005) samt IUCN:
- Barbastell (Barbastella barbastellus), Europa fram till Turkiet och Kaukasus, norra Afrika.
- Barbastella leucomelas, centrala Asien från Kaukasus till Kina, avskilda populationer i Egypten och Eritrea.
- Barbastella beijingensis, blev året 2007 vetenskapligt beskriven.

Dessa fladdermöss når en kroppslängd (huvud och bål) av 43 till 60 mm, en svanslängd av 40 till 55 mm och en vikt mellan 6 och 10 g. De har 35 till 45 mm långa underarmar. Den långa och mjuka pälsen har hos arten barbastell en svart färg med vita hårspetsar. Barbastella leucomelas har brun päls med gråa eller vita hårspetsar. Hos arterna är delar av flygmembranen vid svansen och delar av vingarna täckta med päls. De har korta breda öron som är sammanlänkade med en hudremsa på hjässan.
Individerna flyger ganska nära marken. De kan lämna sina gömställen under tidiga kvällen men är främst aktiva på natten. Under den varma årstiden vilar dessa fladdermöss vanligen under trädens lösa barkskivor, på barken eller i byggnader. Mellan september och april uppsöker de grottor och går i ide, men de vaknar ibland och gör mindre utflykter. Individer i fångenskap matades framgångsrik med flugor, larver av mjölbagge och köttbitar.
Släktets arter vilar vanligen ensam eller i små flockar. Under fortplantningstiden kan större kolonier uppstå. Honor har en kull per år med två ungar.